# Брисак Кенсе
Брисак Кенсе (фр. Brissac-Quincé) насеље је и општина у западној Француској у региону Лоара, у департману Мен и Лоара која припада префектури Анже.
По подацима из 2011. године у општини је живело 2951 становника, а густина насељености је износила 302,36 становника/km². Општина се простире на површини од 9,76 km². Налази се на средњој надморској висини од 59 метара (максималној 78 m, а минималној 33 m).

## Демографија
| 1962. | 1968. | 1975. | 1982. | 1990. | 1999. | 2011. |
| ----- | ----- | ----- | ----- | ----- | ----- | ----- |
| 1.664 | 1.671 | 1.668 | 1.942 | 2.275 | 2.296 | 2.951 |

График промене броја становника у току последњих година